# Communauté de communes du Montmorélien
Die Communauté de communes du Montmorélien ist ein ehemaliger französischer Gemeindeverband (Communauté de communes) im Département Charente in der Region Poitou-Charentes. Er wurde am 30. Dezember 1993 gegründet und zum 1. Januar 2014 wieder aufgelöst, um Teil der Communauté de communes Tude et Dronne zu werden.

## Mitglieder
| Code INSEE | Gemeinde                           | Maire              | Einwohner   | Fläche     | Bev.dichte   | Delegierte |
| ---------- | ---------------------------------- | ------------------ | ----------- | ---------- | ------------ | ---------- |
| 16004      | Aignes-et-Puypéroux                | Jean Dade          | 269 Einw.   | 12,99 km²  | 21 Einw./km² |            |
| 16041      | Bessac                             |                    | 128 Einw.   | 10,55 km²  | 21 Einw./km² |            |
| 16053      | Bors (Canton de Tude-et-Lavalette) | Christian Maussion | 148 Einw.   | 12,28 km²  | 12 Einw./km² |            |
| 16111      | Courgeac                           | Michel Touzeau     | 175 Einw.   | 18,42 km²  | 10 Einw./km² |            |
| 16118      | Deviat                             | Étienne Thomas     | 158 Einw.   | 8,42 km²   | 19 Einw./km² |            |
| 16170      | Juignac                            | Ginette Nebout     | 438 Einw.   | 24,18 km²  | 18 Einw./km² |            |
| 16230      | Montmoreau-Saint-Cybard            | Daniel Vinet       | 1 052 Einw. | 12,00 km²  | 88 Einw./km² |            |
| 16246      | Nonac                              | Jean-Paul Pérot    | 315 Einw.   | 20,84 km²  | 15 Einw./km² |            |
| 16254      | Palluaud                           | Marcel Lafaye      | 290 Einw.   | 8,57 km²   | 34 Einw./km² |            |
| 16267      | Poullignac                         | Mireille Neeser    | 77 Einw.    | 8,94 km²   | 9 Einw./km²  |            |
| 16294      | Saint-Amant-de-Montmoreau          | Jean-Michel Bolvin | 646 Einw.   | 27,20 km²  | 24 Einw./km² |            |
| 16314      | Saint-Eutrope                      | Claude Fortin      | 169 Einw.   | 2,67 km²   | 63 Einw./km² |            |
| 16355      | Saint-Laurent-de-Belzagot          | Philippe Michelet  | 351 Einw.   | 9,99 km²   | 35 Einw./km² |            |
| 16334      | Saint-Martial                      | Alain Miklaszewski | 141 Einw.   | 9,31 km²   | 15 Einw./km² |            |
| 16362      | Salles-Lavalette                   | Michel Eymard      | 360 Einw.   | 20,15 km²  | 18 Einw./km² |            |
| Total      | Total                              | Total              | 4717 Einw.  | 206,51 km² | 23 Einw./km² |            |